# Qualificazioni alla Coppa delle nazioni africane 2023 - Gruppo B

## Classifica
| Squadra      | Pt | G | V | N | P | GF | GS | DR |
| ------------ | -- | - | - | - | - | -- | -- | -- |
| Burkina Faso | 11 | 6 | 3 | 2 | 1 | 8  | 5  | +3 |
| Capo Verde   | 10 | 6 | 3 | 1 | 2 | 8  | 6  | +2 |
| Togo         | 8  | 6 | 2 | 2 | 2 | 8  | 8  | +0 |
| eSwatini     | 3  | 6 | 0 | 3 | 3 | 3  | 8  | −5 |

## Risultati

### 1ª giornata
| Arbitro: | Djindo Houngnandande |

|                     |           |                            |
| Placca 20’ Laba 87’ | Marcatori | 40’ Ndzinisa 90+5’ Ngwenya |

| Arbitro: | Daniel Nii Laryea |

|                           |           |  |
| Bandé 58’ D. Ouattara 88’ | Marcatori |  |

### 2ª giornata
| Arbitro: | Easter Zimba |

|              |           |                                  |
| Ndzinisa 64’ | Marcatori | 69’, 75’ D. Ouattara 85’ Aziz Ki |

| Arbitro: | Mehrez Melki |

|                          |           |  |
| Tavares 10’ Jamiro 90+4’ | Marcatori |  |

### 3ª giornata
| Praia 24 marzo 2023, ore 15:00 UTC-1 | Capo Verde         | 0 – 0 referto | eSwatini | Stadio Nazionale di Capo Verde\| Arbitro: \| Charles Benle Bulu \| |
| Arbitro:                             | Charles Benle Bulu |               |          |                                                                    |

| Arbitro: | Maguette Ndiaye |

|                |           |  |
| A. Tapsoba 87’ | Marcatori |  |

### 4ª giornata
| Arbitro: | Jean Claude Ishimwe |

|  |           |            |
|  | Marcatori | 56’ Mendes |

| Arbitro: | Bakary Gassama |

|          |           |                 |
| Laba 26’ | Marcatori | 12’ D. Ouattara |

### 5ª giornata
| Arbitro: | Haythem Guirat |

|                                  |           |            |
| Bebé 7’ João Paulo 67’ Clé 90+4’ | Marcatori | 45+3’ Dayo |

| Arbitro: | Peter Waweru |

|  |           |                         |
|  | Marcatori | 14’ Denkey 90+2’ Placca |

### 6ª giornata
| Marrakech 8 settembre 2023 | Burkina Faso | 0 – 0 referto | eSwatini | Stadio di Marrakech |

| Lomé 10 settembre 2023 | Togo | 3 – 2 referto | Capo Verde | Stadio di Kégué |